# Вікі Вілаґос
Вікі Вілаґос (англ. Vicky Vilagos, 17 квітня 1963) — канадська синхронна плавчиня.
Призерка Олімпійських Ігор 1992 року.
Чемпіонка світу з водних видів спорту 1982 року.
Призерка Панамериканських ігор 1983 року.